# 나가마치 1초메역
나가마치 1초메 역(일본어: 長町一丁目駅, ながまちいっちょうめえき)은 일본 미야기현 센다이시 다이하쿠구 나가마치 1초메에 있는 센다이 시 지하철 난보쿠 선의 역이다. 역 번호는 N 14이다.
"시립 병원 앞"의 부역명이 붙어 있다.

## 역 구조
섬식 승강장 1면 2선의 지하역이다. 선로는 과거 국도 제4호선 밑을 지나 출구는 도로변에 2개 있다.

### 타는 곳
| 1 | ■ 난보쿠 선 |  | 도미자와 방면           |  |
| 2 | ■ 난보쿠 선 |  | 센다이・이즈미추오 방면 |  |

## 이용 상황
- 2015년도
  - 1일 평균 승차 인원: 3,608명[1]

| 연도 | 1일 평균 승차 인원 |
| ---- | ------------------ |
| 2002 | 2,896              |
| 2003 | 2,882              |
| 2004 | 2,931              |
| 2005 | 2,980              |
| 2006 | 3,016              |
| 2007 | 3,008              |
| 2008 | 2,847              |
| 2009 | 2,767              |
| 2010 | 2,807              |
| 2011 | 2,691              |
| 2012 | 2,804              |
| 2013 | 2,866              |
| 2014 | 3,162              |
| 2015 | 3,608              |

## 역 주변
- 히로세 강이 흐르는 히로세바시 남쪽에 위치한다. 국도 연변에 상가와 함께 주변은 중층 건물이 많은 주택지이다. 북쪽 출입구 지하에는 라이브 하우스 RIPPLE이 있으며 전국적으로도 비교적 드물게 역 건물 내 라이브 하우스이다. 센다이 시립병원이 이설되면 남쪽 출구에 지어질 예정이다.
- 나가마치는 에도 시대에 센다이의 한 남쪽에 있는 역참 마을로서 발달했었으나 그 핵심이 지금의 나가마치 역 부근이었다. 옛날에는 센다이 시영 전차가 지나가고 나가마치 시장 앞 역을 거쳐서 폐지 시에는 현재의 역명과 같은 "나가마치 1초메"를 자칭하고 있었다.

- 센다이 시영 버스・미야기 교통 "나가마치 1초메" 정류장
- 센다이 나가마치산 우체국
- 센다이 시립 병원[2]
- 미야기 현 제2종합운동장・미야기 현 무도관
- 미야기 현 센다이미나미 고등학교
- 미야기 현 청각 지원 학교
- 히로세 강

## 역사
- 1987년 7월 15일: 영업 개시.
- 2009년 11월 7일: 스크린도어 사용 개시.
- 2013년 11월 29일: 이쿠스카 도입에 따라 자동 개찰기의 갱신 공사 완료.
- 2014년
  - 8월 11일: 센다이 시립 병원 이전하고, 미나미2번 출입구를 신설함. 이날 정오부터 공용 개시.
  - 11월 1일: 센다이 시립 병원 이전에 따라 부역명(시립 병원 앞)을 이쓰쓰바시 역에서 당역으로 옮김.
  - 12월 6일: 이쿠스카 도입[3].

## 역명의 유래
개업 전에는 "히로세바시 역"이라고 지명했지만, 히로세바시 역과 버스 정류장이 히로세바시 북쪽에 있었던 것 역시 다리 북쪽의 가와라마치 2초메의 옛 지명도 히로세 강 하시모토여서 역명을 제정할 때 현지에서 히로세바시는 생소하다는 의견이 나와서, "나가마치 1초메 역"이 되었다.

## 인접역
| 센다이 시 지하철 ■ 난보쿠 선    | 센다이 시 지하철 ■ 난보쿠 선 | 센다이 시 지하철 ■ 난보쿠 선 |
| ------------------------------- | ---------------------------- | ---------------------------- |
| N 13 가와라마치 이즈미추오 방면 |                              | 나가마치 N 15 도미자와 방면  |